# NGC 1054
NGC 1054 is een spiraalvormig sterrenstelsel in het sterrenbeeld Ram. Het hemelobject werd op 8 oktober 1864 ontdekt door de Duits-Deense astronoom Heinrich Louis d'Arrest.

## Synoniemen
- PGC 10242
- MCG 3-7-46
- ZWG 462.45
- IRAS02394+1800